# Fosston (Minnesota)
Fosston es una ciudad ubicada en el condado de Polk en el estado estadounidense de Minnesota. En el Censo de 2010 tenía una población de 1527 habitantes y una densidad poblacional de 344,98 personas por km².

## Geografía
Fosston se encuentra ubicada en las coordenadas 47°35′7″N 95°45′10″O / 47.58528, -95.75278. Según la Oficina del Censo de los Estados Unidos, Fosston tiene una superficie total de 4.43 km², de la cual 4.38 km² corresponden a tierra firme y (0.94%) 0.04 km² es agua.

## Demografía
Según el censo de 2010, había 1527 personas residiendo en Fosston. La densidad de población era de 344,98 hab./km². De los 1527 habitantes, Fosston estaba compuesto por el 93.98% blancos, el 0% eran afroamericanos, el 2.88% eran amerindios, el 0.39% eran asiáticos, el 0% eran isleños del Pacífico, el 0% eran de otras razas y el 2.75% pertenecían a dos o más razas. Del total de la población el 2.16% eran hispanos o latinos de cualquier raza.